# Lenguas bolé-tangalé
Las lenguas bolé-tangalé son un grupo de lenguas chádicas occidentales habladas en Nigeria.

## Clasificación
Las bolé-tangalé son un subgrupo de chádicas occidentales. Internamente se dividen en dos ramas:
- Lenguas bolé, 576 mil hablantes (2009), de acuerdo con Ethnologue.
- Lenguas tangalé, 205 mil hablantes (2009), de acuerdo con Ethnologue.

## Comparación léxica
Los numerales en diferentes lenguas bolé-tangalé son:
| GLOSA | Bolé         | Bolé              | Bolé               | Bolé      | Bolé             | Bolé              | Tangalé    | Tangalé      | Tangalé  | Tangalé  | PROTO- BT |
| GLOSA | Bolé         | Geruma            | Galambu            | Kholok    | Ngamo            | Nyam              | Dera       | Tangalé      | Kupto    | Kwami    | PROTO- BT |
| ----- | ------------ | ----------------- | ------------------ | --------- | ---------------- | ----------------- | ---------- | ------------ | -------- | -------- | --------- |
| '1'   | móoɗì        | mô                | múuri              | (ɗók)     | mòɗi             | mɔ̀dɔ́              | ɗuwey      | dɔk          | ɗékkíré  | múndí    | *mooɗi    |
| '2'   | bòláu        | m̀bàalú            | m̀bàál              | pèlòw     | bòlò             | fùllúk            | (rap)      | (ràp)        | fáláw    | póllów   | *(m)baalu |
| '3'   | kúnùm        | kúnú              | kúun               | bùnùm     | kùnû             | kùnúŋ             | kunu       | kúnuŋ        | kùnùŋ    | kúnúm    | *kunum    |
| '4'   | pòɗɗó        | fúɗú              | páryá              | pèeròw    | hɔ̀ɗò             | hɔ̀dúk             | paraw      | pàdàó        | fàɗàw    | póɗòw    | *paɗaw    |
| '5'   | bàɗì         | bàaɗì             | bòorí              | faàr      | bât              | hwàt              | bât        | fùwàt        | fáat     | páaɗí    | *baaɗi    |
| '6'   | bàššimóoɗì   | bècə́m             | bɪ́címɪ́n            | foòròmìnì | bàʔàʃìmòɗi (5+1) | fármé             | byême      | pàíndì       | fáyɗìn   | páyíndì  | *         |
| '7'   | báawúló      | bàzə̀mbàalú (5+ 2) | bùcù m̀bàl (5+2)    | paàlìlàw  | babìlò (5+2)     | fáró fùllúk (5+2) | bwelà      | pèláù        | fáyláw   | pópíllów | *         |
| '8'   | póorɗó (2x4) | húrɗú             | hórró              | pìrpìròw  | hɔɔrɗò (2x4)     | húrú ɡùdùk (2x4)  | torìmen    | pàpádà (2x4) | fàrfìɗòw | pówùrɗòw | *         |
| '9'   | ɓòonùm       | ɓár jà            | bàryà múuri (10-1) | kómbóy    | ɓònù             | láɡó mɔ̀dɔ́ (10-1)  | wan- ɗumwe | làmbùdà      | lèbìɗà   | làmbáɗà  | *         |
| '10'  | bìmbáɗí      | ɓáráɗì            | bár                | ɓùmmò     | bimbaɗ (2x5)     | kùumò             | ɡûm        | ɡ͡bɔmɔ        | kómó     | kúmó     | *         |